# Maciej Drozdowski
Maciej Drozdowski – polski inżynier informatyk, profesor nauk technicznych. Specjalizuje się w teorii algorytmów, optymalizacji kombinatorycznej, systemach równoległych oraz teorii szeregowania. Profesor nadzwyczajny w Instytucie Informatyki Wydziału Informatyki Politechniki Poznańskiej.
Studia z inżynierii sterowania ukończył na Politechnice Poznańskiej w 1987, gdzie następnie został zatrudniony (1987) w Instytucie Informatyki i zdobywał kolejne awanse akademickie. Stopień doktorski uzyskał w 1992 na podstawie pracy pt. Problemy i algorytmy szeregowania zadań wieloprocesorowych, przygotowanej pod kierunkiem Jacka Błażewicza. Habilitował się w 1997 na podstawie dorobku naukowego i rozprawy pt. Selected problems of scheduling tasks in multiprocessor computer systems. Tytuł naukowy profesora nauk technicznych został mu nadany w 2010. Jest członkiem Polskiego Towarzystwa Informatycznego oraz IEEE (senior member). Poza macierzystą Politechniką pracował także w latach 2000-2007 jako profesor na Wydziale Matematyki i Informatyki UAM. 
Artykuły publikował w takich czasopismach jak m.in. „European Journal of Operational Research", „Parallel Computing", „Journal of Computational and Applied Mathematics" oraz „Information Processing Letters".